# Hoét đuôi dài
Hoét đuôi dài (tên khoa học: Luscinia phaenicuroides) là một loài chim trong họ Muscicapidae.

## Hình ảnh

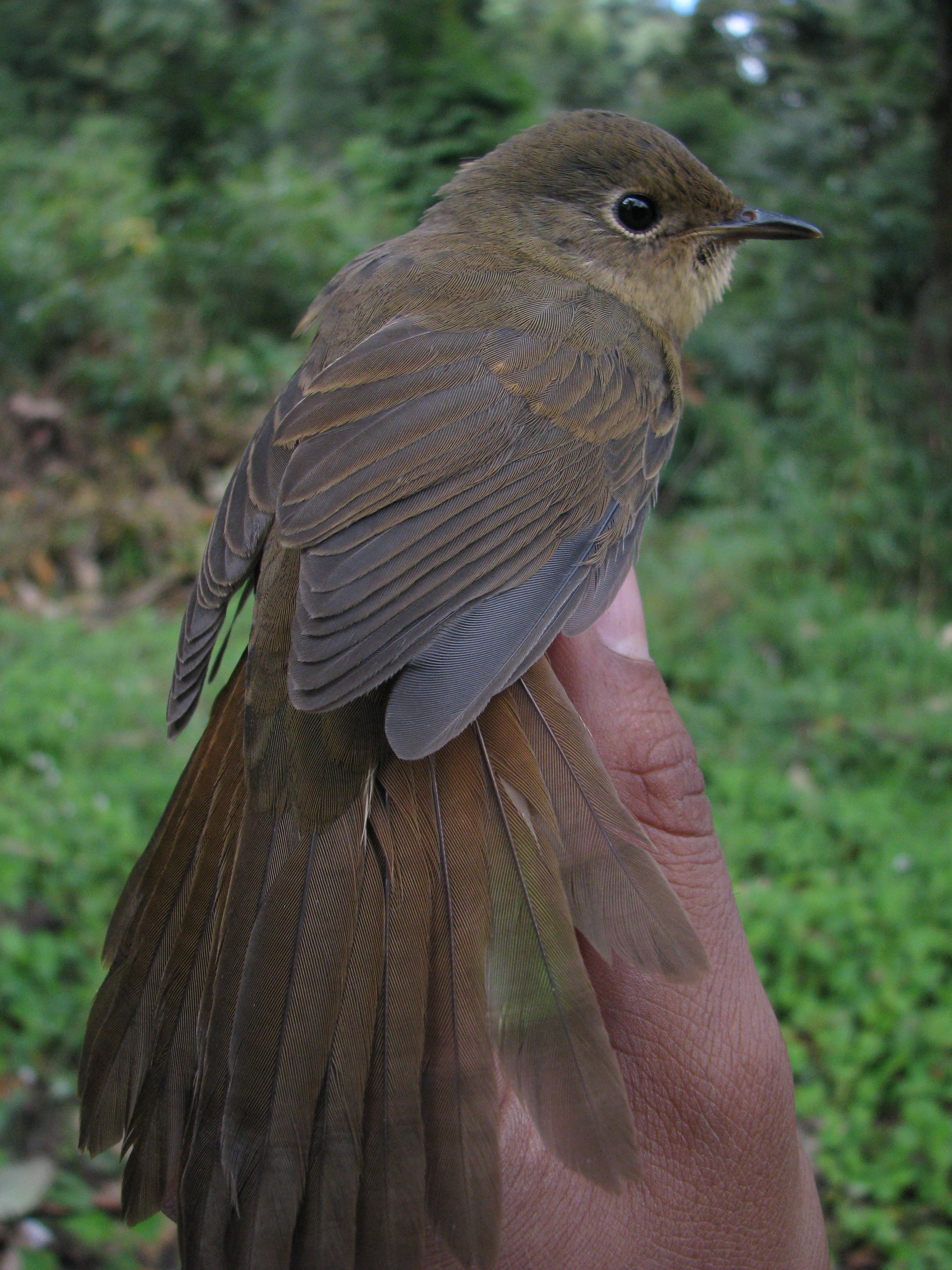
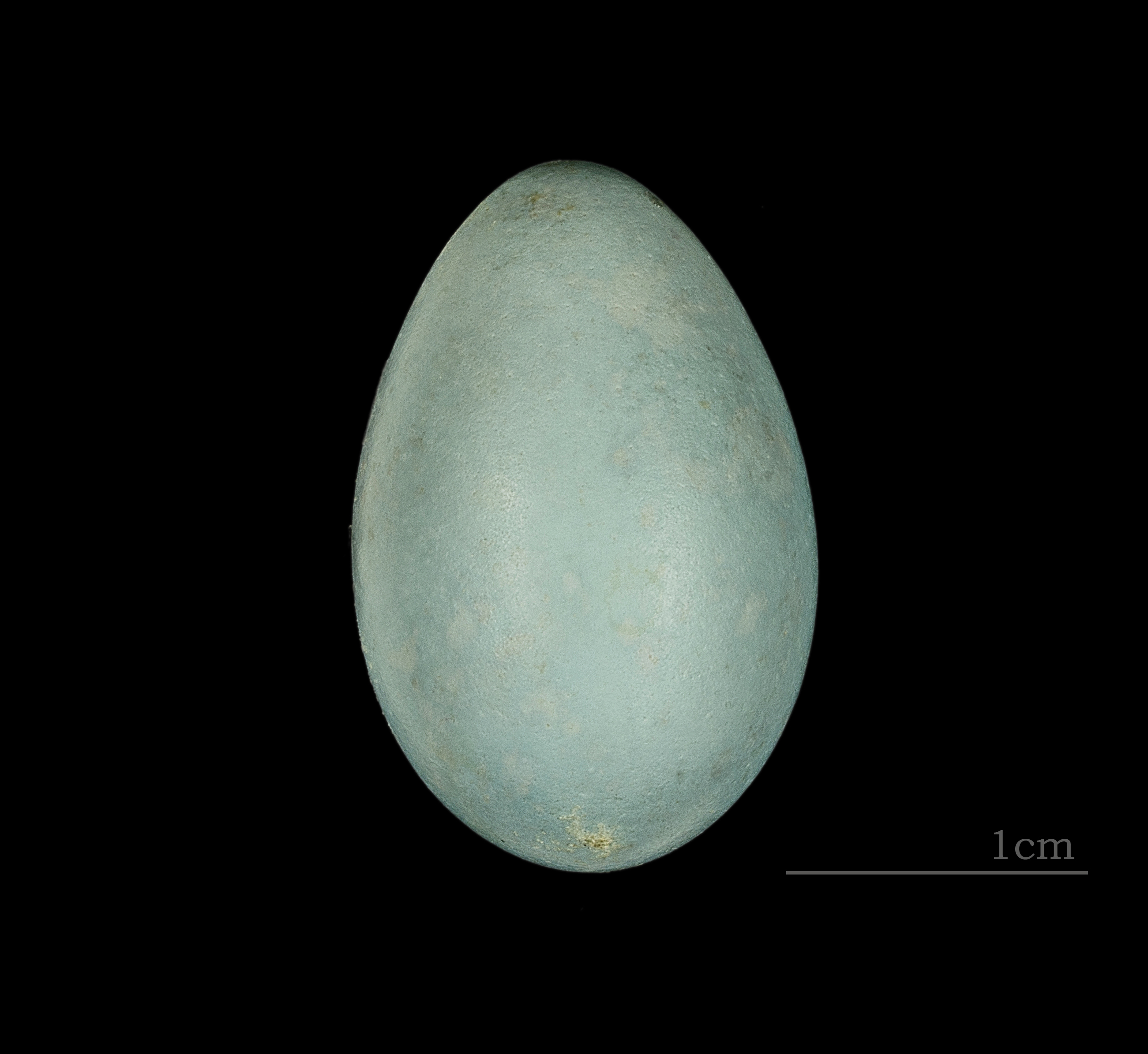
trứng loài Hodgsonius phaenicuroides